# Vandra min väg
Vandra min väg (engelska: Going My Way) är en amerikansk musikal-dramakomedifilm från 1944, i regi av Leo McCarey. I huvudrollerna ses Bing Crosby och Barry Fitzgerald. Filmen nominerades till 10 Oscars, mottog sju, däribland för bästa film. Filmen fick en uppföljare följande år, Klockorna i S:t Mary, med Crosby och Ingrid Bergman.
Filmen hade biopremiär i Sverige den 27 december 1944, utgiven av Universal Pictures.

## Rollista (i urval)
- Bing Crosby – fader Chuck O'Malley
- Barry Fitzgerald – fader Fitzgibbon
- Frank McHugh – fader Timothy O'Dowd
- James Brown – Ted Haines, Jr.
- Gene Lockhart – Ted Haines, Sr.
- Jean Heather – Carol James
- Porter Hall – Mr. Belknap
- Fortunio Bonanova – Tomaso Bozanni
- Eily Malyon – Mrs. Carmody
- Risë Stevens – Genevieve Linden
- Stanley Clements – Tony Scaponi
- William Frawley – Max Dolan
- Carl "Alfalfa" Switzer – Herman Langer
- Adeline De Walt Reynolds – Mrs. Molly Fitzgibbon
- Anita Sharp-Bolster – Mrs. Quimp
- Jack Norton – Mr. Lilley
- George Nokes – Pee Wee
- Tom Dillon – McCarthy, polis

## Musik i filmen
- "The Day After Forever" (Jimmy Van Heusen/Johnny Burke), sjungs av Bing Crosby & Jean Heather
- "Three Blind Mice", sjungs av Bing Crosby & Robert Mitchell Boys Choir
- "Silent Night", sjungs av Bing Crosby & Robert Mitchell Boys Choir
- "Too-Ra-Loo-Ra-Loo-Ral (That's an Irish Lullaby)", sjungs av Bing Crosby
- "Going My Way" (Jimmy Van Heusen/Johnny Burke), sjungs av Bing Crosby, Risë Stevens & Robert Mitchell Boys Choir
- "Ave Maria" (Schubert), sjungs av Bing Crosby, Risë Stevens & Robert Mitchell Boys Choir
- "Swinging on a Star" (Jimmy Van Heusen/Johnny Burke), sjungs av Bing Crosby & Robert Mitchell Boys Choir